# 하루살이목

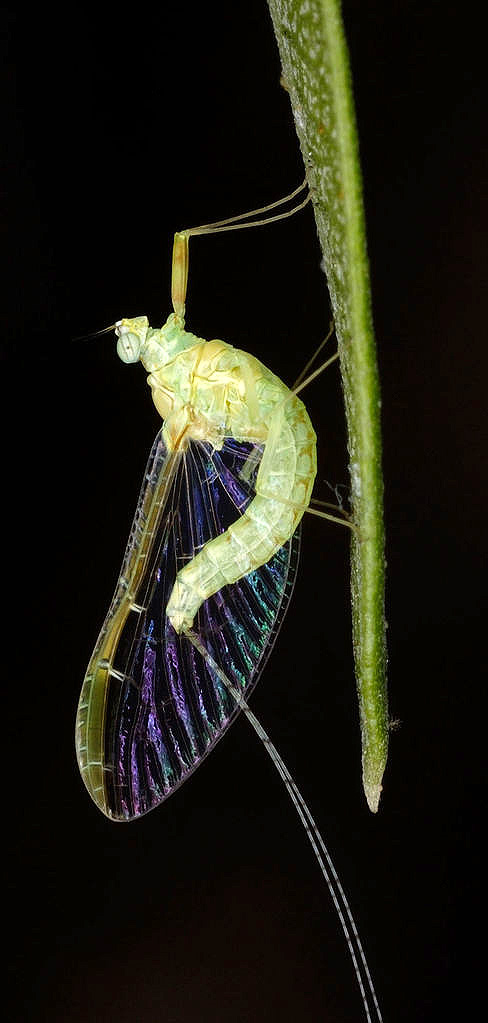
하루살이. 긴 앞다리와 긴 꼬리가 각각 두 개씩 있다

하루살이(mayfly, shadefly)는 하루살이목에 속하는 곤충의 총칭이다. 반수서곤충이고 총 2500여 종이 알려져 있다. 잠자리, 실잠자리 등을 포함하는 고시하강(팔레옵테라)이라고 부르는 오래된 곤충군에 속하며, 유충은 수생 곤충으로 종류에 따라 다르지만, 민물, 습지에서 1년 동안 사는 종도 있고, 2년 넘게도 사는 종이 있다. 성충은 종류에 따라 짧으면 몇 시간에서 길면 일주일이나 2주일 정도까지 산다. 따라서 애벌레 기간까지 포함하면 하루살이는 하루만 사는 게 아니라 1년가량 사는 것이다. 유충이나 아성충에게는 입이 있지만, 성충은 입이 퇴화하여 흔적만 남고 먹이섭취를 하지 못하거나, 입이 있다고 해도 수분 섭취만 하는 정도이며, 번식활동을 한다. 천적으로는 작은 곤충을 잡아먹는 잠자리가 있다. 

## 이름
하루살이의 학명인 '에페메로프테라(Ephemeroptera)'는 그리스어에서 ‘하루살이’를 가리키는 에페메라(ephemera, εφημερα)와 ‘날개’를 가리키는 프테론(pteron, πτερον )에서 나왔지만, '에페메라'는 에페메론(ephemeron)과 에페메로스(ephemeros)의 복수 격을 나타낸다. 원래의 뜻은 epi = on, hemera = day (즉 "그날 하루")이며, 하루살이 수명의 짧음에서 유래한다. 한자어로는 하루살이를 부유(蜉蝣)라고 하며 불교 문헌을 비롯한 옛 문헌에서 삶이 아주 짧은 동물을 들 때 흔히 등장한다.

## 성충

### 머리
성충은 가늘고 긴 몸을 가지고 있으며, 매우 약하다. 머리에는 3개의 홑눈과 잘 발달된 1 쌍의 겹눈이 머리의 상당 부분을 차지한다. 특히 수컷의 겹눈은 크고 거대한 원형으로 되어 있다. 더듬이는 매우 짧다. 입 구조는 퇴화하여 일반적으로 섭식 기능은 없다.

### 가슴
가슴은 앞가슴, 가운데가슴, 뒷가슴 세 마디로 나뉜다. 보통 가운데가슴과 뒷가슴에는 각각 1쌍씩 총 2쌍의 날개가 있다. 앞날개가 크고 뒷날개가 작은 것이 보통이지만, 뒷날개가 비늘 조각 모양으로 퇴화하거나 앞날개도 퇴화한 종도 있다. 대부분의 종은 날개를 접을 때 수직으로 세운다. 다리는 가늘고 길며, 특히 앞다리는 길게 발달하여 멈춰있을 때 앞 다리를 앞쪽으로 내민다.

### 복부
복부는 가늘고 길며 10마디고, 뒤로 갈수록 가늘어진다. 수컷의 배부분의 아홉째 마디에는 짝짓기를 할 때 암컷을 꽉 잡을 수 있는 생식기가 있고, 암놈의 복부 여덟째 마디에는 생식구가 있지만, 산란관 등은 없다. 배 뒤쪽에 2개 또는 3개의 가늘고 긴 꼬리(미모)가 있다.

### 짝짓기
수컷들은 물 위를 여러 마리가 모여 날면서 상승한 후 사뿐히 내려오는 등의 비행을 반복하고, 이 수컷 집단 중 암놈이 다가오면 긴 앞다리로 암컷을 잡고 그대로 수컷 무리에서 떨어져 짝짓기를 한다. 성충은 수중에 산란하면서 아주 짧은 성충 기간을 끝낸다.

## 약충

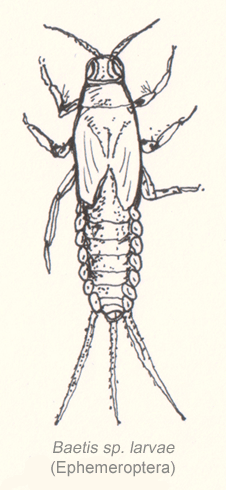
꼬마하루살이의 유충

하루살이는 호수나 개울의 표면에 산란을 하며 알은 바닥으로 가라앉는다. 부화한 애벌레는 나이아드라고 하며, 나이아드의 탈피는 종에 따라 몇 개월에서 1년에 걸쳐 20~30회를 탈피한다. 유충은 모두 수중 생활을 하고 강이나 비교적 깨끗한 유역에 서식하지만, 호수와 얕은 연못, 논 등에 사는 것도 있다. 때로는 기수 지역에서도 볼 수 있지만, 해양종은 알려져 있지 않다. 드물게 여울의 바위 표면, 못의 나뭇잎 등의 퇴적물의 사이, 웅덩이의 진흙 바닥에 등에도 모래나 진흙 바닥에 생활하는 것도 있다.

### 해부적 특징
유충은 발달한 날개가 없으며, 대신 날개싹과 수중 생활을 위한 아가미가 있다. 3개의 홑눈과 한 쌍의 겹눈이 있고, 다리도 3쌍이 있으며, 복각(배다리, 腹脚) 등은 없다. 체형은 성충에 비해 다양하고, 서식 환경에 따라 다양한 모습을 하고 있다. 이것은 성충이 생식만을 위한 형태인 반면, 유충은 종마다 다른 환경에서 오랜 기간 생활하기 위해 각 생활 유형에 적응한 형태를 획득한 결과라고 할 수 있다. 예를 들어, 빗자루하루살이과의 유충은 어류와 비슷한 방추형의 몸을 가지고 있다. 시냇물이나 여울 등 돌과 암반 표면에 서식하는 납작하루살이과는 몸집이 크며 편평하고, 몸의 형태는 물의 저항을 줄일 수 있게 되어 있다. 흐름이 완만한 모래 바닥이나 웅덩이에 서식하는 종류는 몸통이 원통형이고 다리는 약간 가늘며, 몸을 약간 들어올린 형태를 하고 있어 수초 사이의 낮은 곳에 머물 수 있다. 또 알락하루살이과의 뿔하루살이속(Drunella)은 다른 수생 곤충을 잡아먹기 위해 앞다리가 발달해 있다. 그 밖에도 각 생활 환경에 따라 체형뿐만 아니라 다리와 입의 구조 등도 다양하게 진화하였다. 식성도 돌 표면의 조류나 유기물을 먹는 종류나 육식을 하는 종류 등 여러가지이다.
배의 각 마디는 양 옆에 다양한 모양의 아가미를 갖추고 있다. 아가미는 기본적으로 호흡 기관으로 배 첫째 마디부터 일곱째 마디까지 하나씩 가지고 있는 것이 보통이지만 2개를 가지고 있거나 끝으로 갈수록 적어지는 경우도 있다. 아가미 모양은 종류마다 다르며 헤엄치는데 이용하거나 빨판처럼 생긴 모양으로 바뀌어 바위에 붙어 사는 종류들도 있다.

### 탈피, 우화
애벌레 시기에는 탈피 횟수가 많아 일반적으로 10회 이상, 때로는 40회에 이르는 것도 있다. 유충 기간은 반년 내지 1년 정도로 시간이 지날수록 날개부가 발달한다. 하루살이는 불완전 변태이며 번데기가 되지 않는다. 우화 시기는 봄부터 겨울까지 종류나 지역에 따라 다르지만 초여름이 가장 많으며 저녁에 주로 우화한다. 우화 장소는 물속, 수면, 물가 등 종류에 따라 다르다. 종령 단계에서 우화한 것은 사실 성충이 아니라 '아성충'(버금어른벌레, subimago)으로 불리는데, 아성충은 날아오른 후 다른 곳에서 다시 탈피를 하여 성적으로 성숙한 진짜 성충이 된다. 아성충은 성충과 거의 같은 형태이지만, 성충에 비해 털이 많고, 다리와 꼬리가 성충보다 가늘며 날개가 불투명한 등의 차이가 있으며, 성적으로 미성숙하다.
하루살이처럼 날개가 성장한 후 탈피하는 곤충은 찾아보기 힘들다. 성충은 불빛에 잘 모이므로 그 주변에 아성충에서 성충으로 우화한 후의 탈피 껍질이 붙어있는 것을 볼 수 있다.

## 인간과의 관계
사람과는 직접적인 관계가 거의 없는 곤충으로, 사람을 공격하지 않고 독을 가지고 있지도 않다. 따라서 해충으로 여겨지지는 않는다. 그러나 종종 대량 발생하여 시야를 가리거나, 불편함을 주거나, 길거리에 쌓여 자동차 운행에 방해가 되기도 한다. 2013년 5월 말 ~ 6월 초 압구정동 인근에서 대량의 동양하루살이가 불빛에 몰려들어 행인들의 불편을 초래하기도 했다. 동남아시아에 분포하는 대나무하루살이(Asthenopus corporaali, 흰하루살이과)는 수생 나무나 대나무에 구멍을 뚫고 연체동물인 배좀벌레조개를 닮은 구멍을 만들며, 나무배와 수상 가옥, 목재 수로 등을 훼손하는 것으로 알려져 있다.

### 낚시 미끼
하루살이는 흐르는 물에서 살며, 어류의 먹이로서 중요한 위치를 차지하고 우화한 성충도 다양한 수생 생물의 먹이가 된다. 그리하여 하루살이는 하천 낚시의 미끼로서 애용되어왔다. 또 플라잉 낚시의 가짜 미끼, 미끼 낚시의 모델로도 자주 이용되며 일반적인 미끼 낚시의 대부분은 하루살이의 유충, 아성충을 모델로 하며 상황에 맞춰 종류별로 미끼를 쓰기도 한다.

### 지표 생물
하루살이는 유속 및 수질, 하층 수질의 차이에 따라 서식하는 종이 다르기 때문에, 하천의 지표 생물로 많이 이용된다. 이 점은 지표생물로써의 연구에의 원동력이 되기도 하며, 지금도 그 방면으로의 연구가 진행되고 있다. 종마다 서식하는 환경이 다르고, 바닥 수질 및 유속 등에 의해 서로 다른 지역에 서식하고 있다.

## 하위분류
- Schistonota아목
  - 꼬마하루살이상과 (Baetoidea)
    - 옛하루살이과 (Siphlonuridae)
    - 꼬마하루살이과 (Baetidae)
    - Oniscigastridae
    - Ameletopsidae
    - Ametropodidae

  - 납작하루살이상과 (Heptagenioidea)
    - Coloburiscidae
    - Oligoneuriidae
    - 빗자루하루살이과 (Isonychiidae)
    - 납작하루살이과 (Heptageniidae)

  - 갈래하루살이상과 (Leptophlebioidea)
    - 갈래하루살이과 (Leptophlebiidae)

  - 하루살이상과 (Ephemeroidea)
    - Behningiidae
    - 강하루살이과 (Potamanthidae)
    - Euthyplociidae
    - 흰하루살이과 (Polymitarcydae)
    - 하루살이과 (Ephemeridae)
    - Palingeniidae
- Pannota아목
  - 알락하루살이상과 (Ephemerelloidea)
    - 알락하루살이과 (Ephemerellidae)
    - Leptohyphidae
    - Tricorythidae

  - 등딱지하루살이상과 (Caenoidea)
    - Neoephemeridae
    - Baetiscidae
    - 등딱지하루살이과 (Caenidae)
    - Prosopistomatidae

## 참고 문헌
- 원두희; 권순직; 전영철 (2005년 7월 30일). 《한국의 수서곤충》. 생태조사단.[깨진 링크(과거 내용 찾기)]
- 김명철; 천승필; 이존국 (2013년 6월 25일). 《하천생태계와 담수무척추동물》. 지오북.[깨진 링크(과거 내용 찾기)]
- 도세 지음. 《법원주림》. 번역자 미상. 한글대장경 검색시스템 - 전자불전연구소 / 동국역경원. K.1406(39-216), T.2122(53-269).[깨진 링크(과거 내용 찾기)]
- (중국어) 도세 찬. 《법원주림(法苑珠林)》. 대정신수대장경. T53, No. 2122. CBETA T.2122. 2016년 3월 4일에 원본 문서에서 보존된 문서. 2013년 7월 18일에 확인함.